# Расторгуев, Дмитрий Алексеевич
Дми́трий Алексе́евич Расторгу́ев — московский купец 1-й гильдии, коммерции советник, более 20 лет состоял выборным Московской купеческой управы, благотворитель.

## Биография
Родился в 11.09.1855  в семье московского купца 1-й гильдии, потомственного почетного гражданина  Алексея Дмитриевича Расторгуева.
С 1885 г. депутат Общества взаимного кредита, член Московского отделения Торгово-промышленного банка, почетный член Александровской общины сестер милосердия, директор Филармонического общества, ктитор при Нижегородском ярмарочном соборе.
За пожертвования на украшения Нижегородского ярмарочного собора он был удостоен золотой медали на ленте ордена Станислава.
В 1888—1906 гг. состоял выборным Московского биржевого общества.
После смерти Дмитрия Ивановича Расторгуева занял место деда в торговом доме «Д. и А. Расторгуевы», после смерти Алексея Дмитриевича занял место отца и принял туда своего брата Сергея.
В 1898 году за значительную помощь попечительскому обществу, заботившемуся о детях осужденных, ссылаемых в Сибирь, был удостоен ордена Анны III степени. За благотворительную деятельность пожалован золотыми медалями на Андреевской, Анненской и Владимирской лентах. За труды в области благотворительности удостоен ордена Станислава II и III степени.
В 1905 году пожаловано звание коммерции советника.

## Братья
Сергей (р. 1862), Петр (р. 1864), Алексей (р. 1878) Алексеевичи, потомственные почётные граждане.

## Адреса
- Дом с атлантами на Солянке в Москве.